# Bethylus dendrophilus
Bethylus dendrophilus är en stekelart som beskrevs av Richards 1939. Bethylus dendrophilus ingår i släktet Bethylus, och familjen dvärggaddsteklar. Arten har ej påträffats i Sverige.